# Cofradía de La Santa Columna

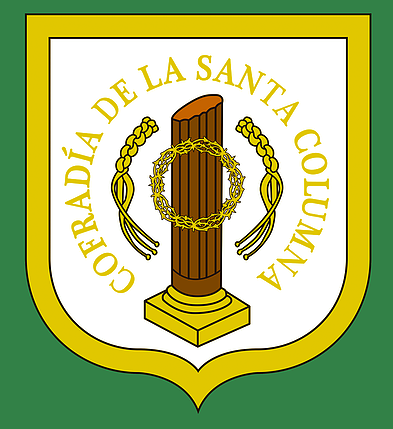
Escudo de la Cofradía de la Santa Columna del Círculo Católico de Obreros de Burgos

La Cofradía de la Santa Columna con sede en el Círculo Católico de Obreros de Burgos es una de las dieciséis hermandades y cofradías que componen la Junta de Semana Santa de Burgos encargadas de organizar los diferentes actos y procesiones de la Semana Santa en Burgos, declaradas en 2013 de Interés Turístico Nacional.

## Historia
La Cofradía, tal cual la conocemos hoy en día tiene su constitución en el año 1949, heredera de la anterior existente desde 1883 en el Círculo Católico de Obreros de Burgos con el nombre de Cofradía de San José y la posterior Congregación de San Francisco. Esta última y los jóvenes jocistas promovieron la implantación de una cofradía de corte penitencial generándose así la Congregación del Círculo, la cual años después, al serle asignado el paso de la Santa Columna tomará el nombre de Cofradía de la Santa Columna y San José.

### Orígenes remotos y antecedentes.
El Círculo de Obreros se funda en la ciudad de Burgos en el año 1883. Una de sus primeras obras integrantes fue la constitución de una cofradía en honor al Patriarca San José, al nombrarse a este como Patrono del Círculo, para, entre otros fines, escoltar la imagen en la comitiva procesional. El Padre Cándido Marín, S.J. lo deja así reflejado en su libro escrito en 1933:

[…] Antes de finalizar el primer año, a petición de los obreros y en Junta general se acordó por aclamación declarar Patrono del Círculo al Patriarca San José y celebrar su fiesta con misa solemne. El reglamento impreso en 1887 establece ya como obligatoria la comunión en ese día. Se erigió también la Cofradía de San José para los que libremente quisieran pertenecer a ella, y tendrían lugar de preferencia en la solemnidad de la fiesta. […] 

[…] Las conferencias terminan en Abril con unos Ejercicios de seis días como preparación a la festividad del Patrocinio, que constituye una de las primeras manifestaciones de la piedad burgalesa.
Empieza la fiesta con el traslado desde el Círculo a la Iglesia de la Merced de la estatua de San José, escoltada por la Cofradía y los estandartes de los Sindicatos.[…]

Esta cofradía también tenía como finalidad la participación en los cultos de la Semana Santa

### Antecedentes inmediatos.
En la Semana Santa del año 1944, el Círculo Católico de Obreros de Burgos participa activamente en la Semana Santa Burgalesa con un grupo de socios vestidos de nazarenos y con la simbología propia de la Pasión de Jesús (martillo, clavos, INRI, dados, cáliz, lanza, corona de espinas, manto, etc.) En los años sucesivos se mantiene esta participación y el incremento de enseres y participantes.

[…] El grupo de jóvenes que promovió la cofradía, procedía originariamente de la Hermandad de Jóvenes Casados del Círculo, en tiempos en los que era consiliario el padre Calzada y como viceconsiliario actuaba el padre Mendoza. 

Se integraron en la Congregación de San Francisco [*] y al final cuajó la idea de crear esta cofradía penitencial que es hoy una de las más importantes de cuantas existen en Burgos. […]

### La Semana Santa de Burgos en los años de la fundación.

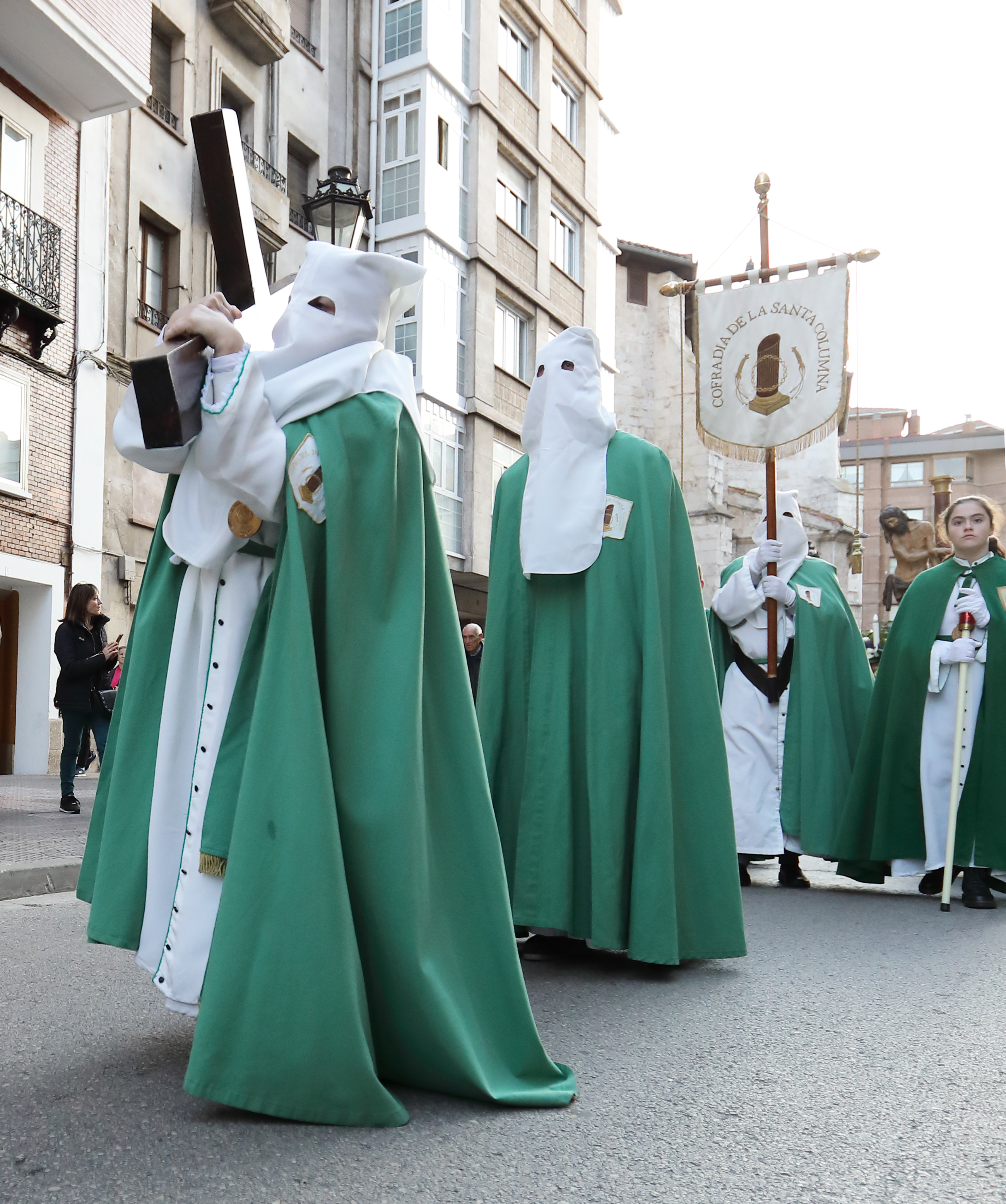
Cofrades.

Entre la población burgalesa se tiene la opinión, en el año 1948, que las procesiones de la ciudad está “desfasadas” y que la S.I. Catedral de Burgos dispone de numerosos pasos guardados, los cuales podrían ser acercados a la población durante las procesiones. Se intenta por ellos promover estos sentimientos religiosos de la Pasión de Cristo entre la ciudadanía.
El Cabildo Catedralicio, decide distribuir las diferentes imágenes de los pasos para procesionarse en las diversas parroquias así como también en la iglesia Jesuítica de la Meced y en la iglesia del Carmen.
El Cabildo, por tanto, se reúne con el Círculo Católico de Obreros de Burgos para poner a su disposición un paso, tomando, así, más fuerza, la idea de instituir la cofradía penitencial de Semana Santa. Se llegó al acuerdo de procesionar la magnífica talla de Diego de Siloé (inicios del siglo XVI, "Jesús atado a la columna").

### Fundación de la actual cofradía

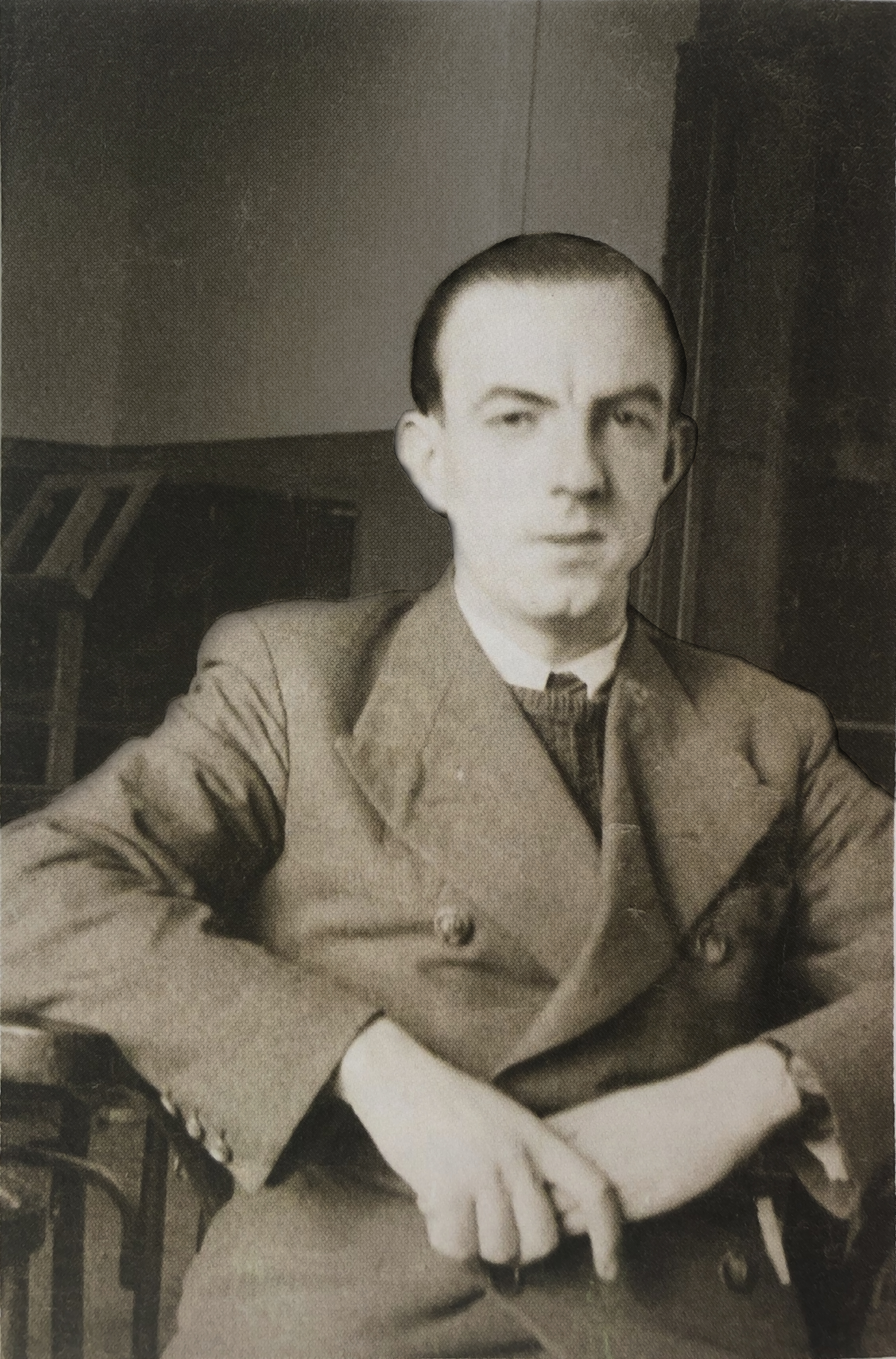
D. Valentín Sastre

Dentro de la Juventud Obrera del Círculo (JOC), surge la ilusión de crear una cofradía penitencial. El padre Francisco González de Mendoza de la Compañía de Jesús, apoya esta iniciativa y se funda en enero del año 1949. El arzobispo de Burgos D. Luciano Pérez Platero aprueba la constitución de la Congregación del Círculo (posteriormente Cofradía de la Santa Columna).
En el momento de la fundación, la cofradía estaba compuesta por 27 cofrades.

<<la primera Directiva quedó constituida de la siguiente manera:
Abad, P. Francisco González de Mendoza S.I.
Prior, D. Valentín Sastre.
Secretario, D. Ángel Nebreda Labarga.
Tesorero, D. Ricardo Palacios Sanz.
Encargado de Material, D. Eliseo Andrés Muñoz.>> 

En el año 1953 cambiará su nombre por el de cofradía de La Santa Columna, al serle cecido el paso de Jesús atado a la Columna (Diego de Siloé, comienzos del siglo XVI).
La sede de esta cofradía se establece en la cercana Iglesia de la Merced, la cual, al igual que el Círculo Católico de Obreros, se encuentra bajo el amparo de la Congregación Jesuita.

## Hábito

### Cofrades

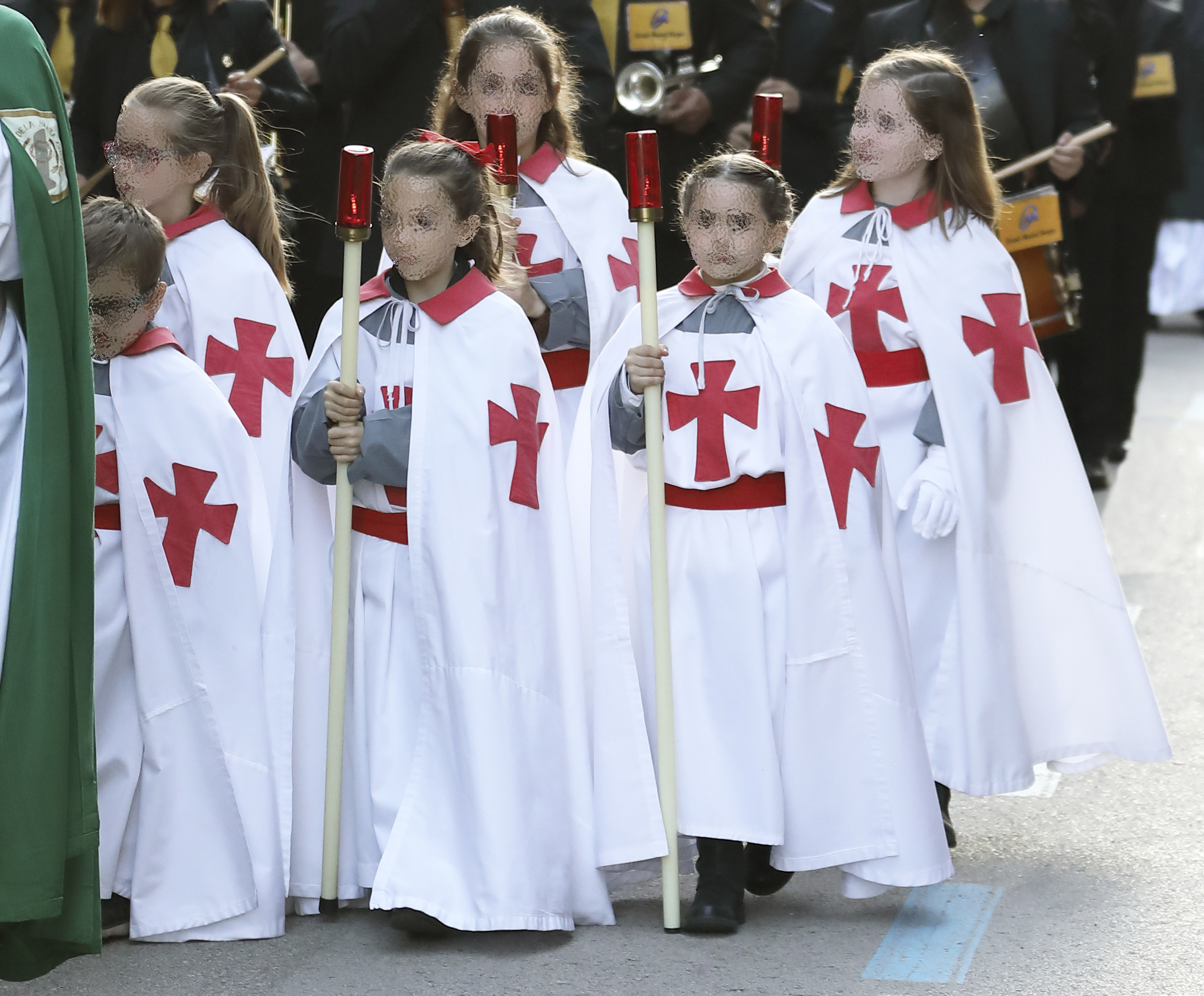
Cruzados del Círculo

La Cofradía, viste hábito compuesto de túnica blanca con botonadura verde con fajín verde abrochado al lado izquierdo, capa verde y capuchón cónico de color blanco, zapatos negros y guantes blancos. El emblema lo portan en la capa en el lateral izquierdo, entre el hombro y codo.
Según el Reglamento de la Cofradía, la simbología de los colores es: El blanco de la paz, <<paz para todos los trabajadores de la tierra>>, y el verde de la esperanza, <<esperanza en la justicia y misericordia de Dios Nuestro Señor>>. 

### Cruzados
Los Cruzados de Cristo Rey (Cruzada Eucarística de Cristo Rey), conocidos como Los Cruzados, son un grupo de niños que desfilan en los actos de la Cofradía y en otros del Círculo Católico de Obreros de Burgos. Visten túnica banca con mangas y franja entre el cuello y el pecho grises, cruz roja en el pecho y cinturón rojo. Cubriendo el hábito llevan una capa blanca con cuello rojo y una cruz roja a la altura del pecho en el lateral izquierdo.

## Pasos

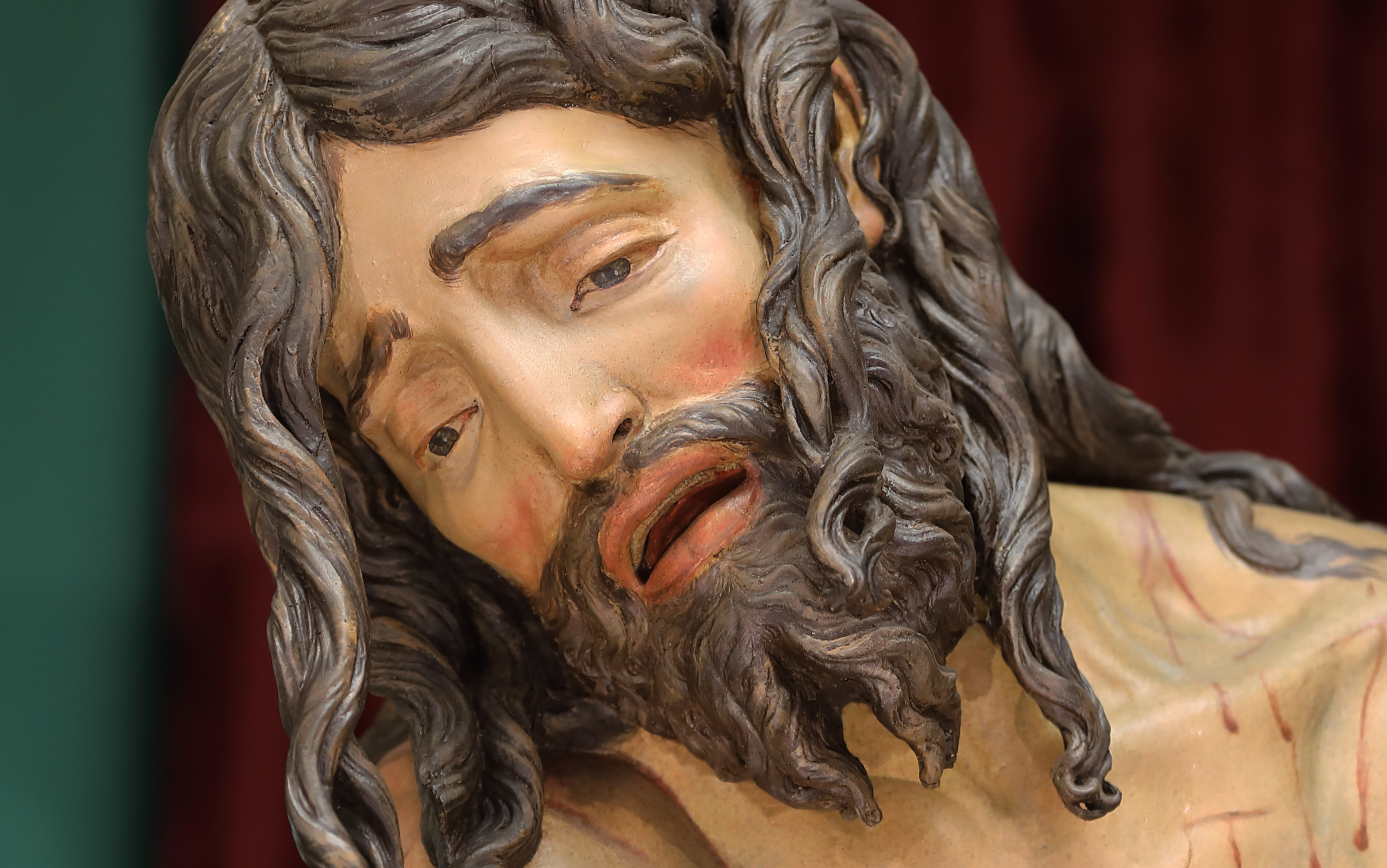
Detalle de Jesús atado a la Columna, Diego de Siloé, 1525 (Réplica)

- Paso de Jesús atado a la Columna. Detalle de Jesús atado a la Columna, Diego de Siloé, 1525 (Réplica)Obra de Diego de Siloé (siglo XVI). Procesiona en el Rosario Penitencial Obrero, en la tarde del Martes Santo y en la Procesión del Santo Entierro del Viernes Santo. En la década de los 90, el Cabildo Metropolitano de Burgos, siguiendo las indicaciones de los expertos, desaconsejan el procesionar esta obra de arte, por lo que cede a esta cofradía otra talla, de alto valor artístico, pero que no es del gusto de los cofrades y socios del Círculo, por lo que se contrata a los Talleres Artesanos de Olot que elaboren una talla nueva siguiendo los cánones de la procesionada inicialmente. Actualmente se procesiona una réplica realizada en el año 2002.

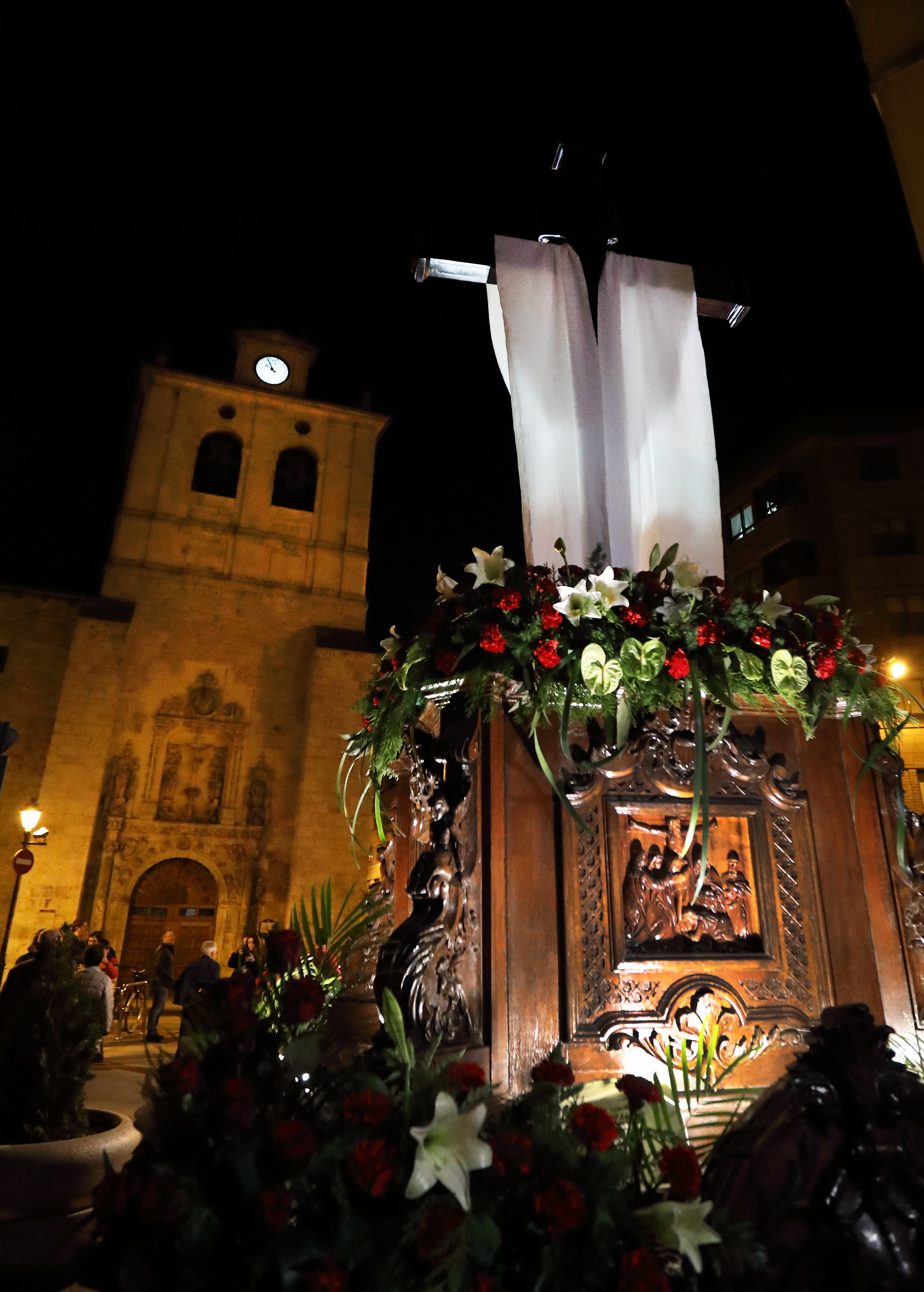
Paso del Santo Sudario, Fortunato Sotillo (1969)

- Paso del Santo Sudario. Paso del Santo Sudario, Fortunato Sotillo (1969)Obra de Fortunato Sotillo (1969). Procesión en el Rosario Penitencial Obrero, en la tarde del Martes Santo, en la Procesión de la Exaltación de la Santa Cruz, en la mañana del Jueves Santo, y en la Procesión del Santo Entierro del Viernes Santo.

## Banda de Música
En el año 1953, esta cofradía incluye en sus procesiones a la banda de los cruzados, otra de las obras y actividades del Círculo Católico de Obreros de Burgos. Es, por ello, la primera cofradía de la Ciudad de Burgos que incorpora una banda propia en los desfiles procesionales, comenzando así una tendencia que irán poco a poco siguiendo otras cofradías de la ciudad.
Esta banda del Círculo, aunque con origen en los últimos años del siglo XIX, se incorpora al reorganizarse como banda de cornetas y tambores y vistiendo en los actos religiosos de la ciudad el hábito de Cruzado, lo que hace que también fuera conocida como banda de los Cruzados y, cariñosamente, la banda del Circulillo o Circulillo, simplemente, ya que estaba formada por niños procedentes del Colegio del Círculo Católico de Obreros.
A finales de los años 90 modifica su estilo y formación instrumental, dirigiéndose, como en sus orígenes, hacia una banda de música. En este momento modifica también su uniforme, dejando la vestimenta de religiosa de Cruzado por una vestimenta civil.
Actualmente se denomina Banda de Música Círculo Musical Burgos.

## Procesiones
- Procesión de las Palmas o de la Borriquilla. La Cofradía de la Santa Columna participa en la Procesión de las Palmas, que tiene lugar en la mañana del Domingo de Ramos.
- Rosario Penitencial Obrero: la cofradía organiza esta procesión que se celebra en la tarde-noche del Martes Santo. Tradicionalmente, los actos de esta Cofradía y del Círculo Católico de Obreros de Burgos a la que pertenece, suelen dar comienzo a las 20:15, siendo la hora prevista para el inicio de este cortejo procesional. Se procesionan los pasos de Jesús atado a la Columna, obra de Diego de Siloé (siglo XVI) y el paso del Santo Sudario, obra de Fortunato Sotillo (1969).
- Procesión de la Exaltación de la Santa Cruz – Vía Crucis Obrero. Se estableció al organizarse una procesión en la mañana del Jueves Santo , conmemorando el 50.º aniversario del tallado y primera procesión del paso del Santo Sudario (Fortunato Sotillo, 1969), procesionándose dicho  paso.
- Procesión del Santo Entierro. La Cofradía de la Santa Columna participa en la procesión general de Burgos que en la tarde del Viernes Santo comienza a los pies de la Catedral. En este acto salen en procesión sus dos pasos.
- Otros actos de la Junta de Semana Santa de Burgos. La cofradía participa en los actos organizados por la Junta de Semana Santa y también el resto de procesiones organizadas por el resto de cofradías de la ciudad, enviando representaciones oficiales y con la participación de sus cofrades.

## Otros actos
La cofradía organiza otra serie de actos que celebra en la capilla de la sede situada en la calle Concepción de Burgos. Vía Crucis, Oratorio de las Siete Palabras, Santos Oficios, Misa de la Última Cena, Vigilia Pascual.

## Enlaces  externos
- Archidiócesis de Burgos: Parroquias
- Junta de Semana Santa de Burgos: Cofradías
- Vídeos relacionados con la cofradía:

- Datos: Q97176396